# Pavel Helebrand
Pavel Helebrand (* 25. října 1960 v Opavě) je český hudební skladatel žijící v Ostravě.
Zaměřuje se především na autorské hudebně dramatické projekty (Jesličky svatého Františka, Čarodějnice z Babí hůry, Evangelium podle houslí, Ngoa-É, Balady, Eia Gaia!, Kytice, Jezulátko, Dekameron, O pejskovi a kočičce), které obvykle realizuje ve spolupráci s ostravskými umělci a uměleckými institucemi (Operní studio NDM, Múzická škola, členové opery a operety/muzikálu NDM, pořadatelka Ilona Kučerová, Pěvecký sbor města Klimkovic ad.). Další významnou oblastí jeho tvorby je scénická hudba. Dosud vytvořil hudbu asi ke 150 činoherním a loutkovým inscenacím, realizovaným převážně v českých a polských divadlech. Je také autorem baletů Cibuláček a Malá mořská víla. Z jeho instrumentálních děl se nejčastěji uvádějí Svity pro sólové violoncello, svita pro komorní smyčcový orchestr Z drva i krvi a Svita pro sólovou flétnu. Tvorba pro děti: Malé písničky (zpěv a klavír), Sen slečny Terezky (svita pro violoncello a klavír), Vrabci letí do světa a O vláčku Náklaďáčku (klavírní svity).